# Trepador-coleira
Limpa-folhas-de-coleira ou trepador-coleira (Anabazenops fuscus)uma espécie de ave da família Furnariidae.
É endémica do Brasil.
Os seus habitats naturais são regiões subtropicais ou tropicais húmidas de alta altitude.